# Noreena Hertz

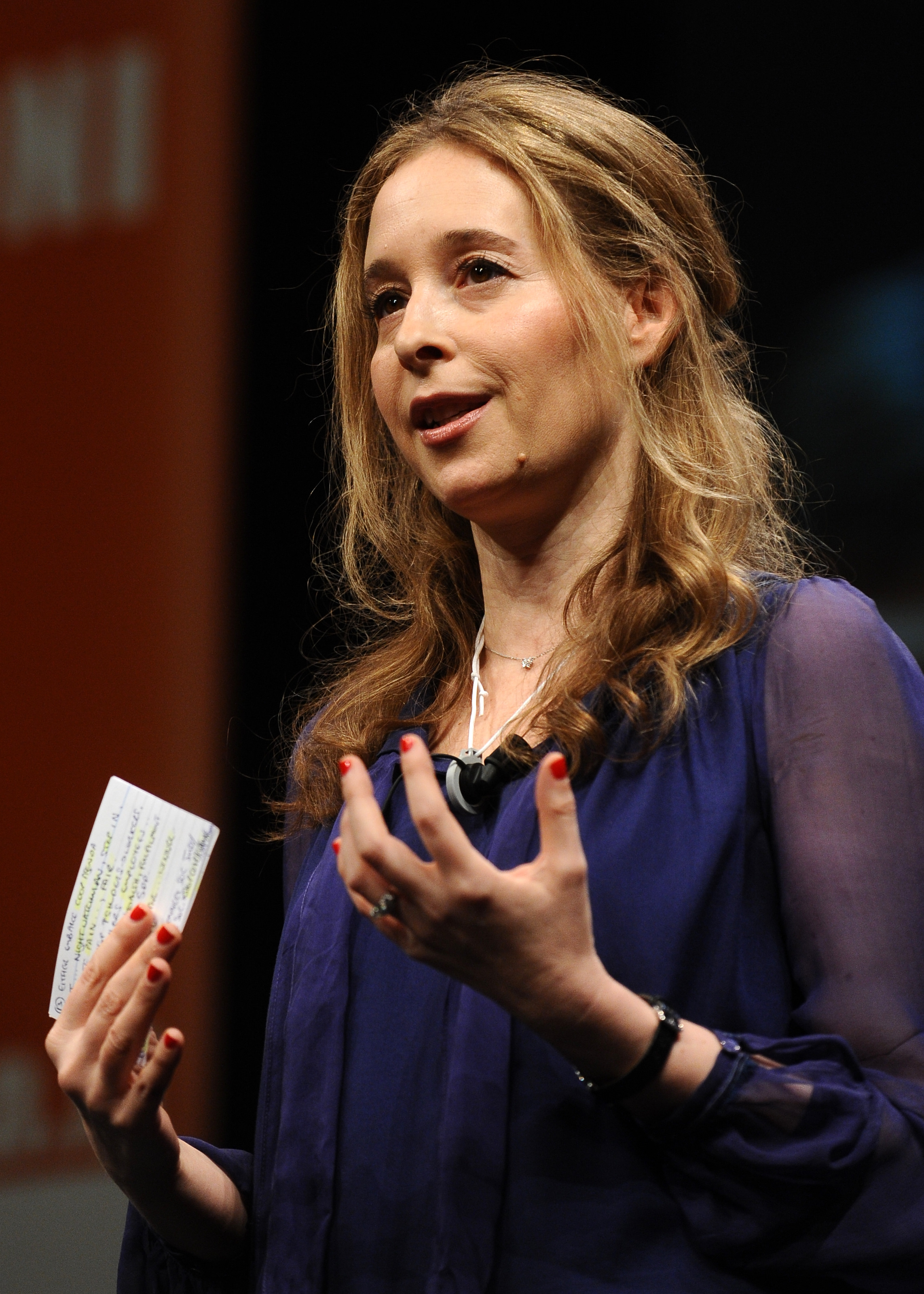
Noreena Hertz, 2012

Noreena Hertz (* 24. September 1967 in London) ist eine britische Ökonomin, Hochschullehrerin und Autorin. Seit 2014 ist sie Honorarprofessorin am Institute for Global Prosperity des University College London. Sie gilt als eine der bekanntesten Globalisierungskritiker und als Vordenkerin. Die Zeitschrift Fast Company nannte sie eine der einflussreichsten Ökonomen auf der internationalen Bühne und konstatierte, dass ihre ökonomischen Vorhersagen seit mehr als zwei Jahrzehnten akkurat und ihrer Zeit voraus seien. Der Guardian bezeichnete sie 2001 als eine der führenden Denker der Welt. 2005 führte der Observer sie in seiner Liste der 300 führenden britischen Intellektuellen auf. Im September 2013 war Hertz auf der Titelseite von Newsweek. Hertz ist mehrfache Bestseller-Autorin und hat Beiträge für die Washington Post, den Observer, den Guardian und den New Statesman geschrieben.

## Leben und Wirken

### Kindheit und Ausbildung
Hertz ist die Urenkelin des Oberrabbiners des britischen Commonwealth, Joseph H. Hertz. Sie wurde in East Finchley im Norden Londons geboren, wo sie auch aufwuchs. Als sie 20 Jahre alt war, starb ihre Mutter, die Modedesignerin und Feministin Leah Hertz, an Krebs. Hertz war ein frühreifes Kind, sie erhielt schon mit 3 Jahren Schulunterricht und erreichte mit 16 Jahren den höchsten britischen Schulabschluss, das Advanced Level. Danach studierte sie am University College London Philosophie und Wirtschaft und graduierte 1997 mit 19 Jahren. Anschließend besuchte sie die Wharton School in Philadelphia, wo ihr Hauptfach Finanzwirtschaft war, und erwarb mit 21 Jahren einen MBA.

### Beruflicher Werdegang
Nach ihrer akademischen Ausbildung strebte Hertz ursprünglich eine Karriere als Filmproduzentin an und arbeitete zunächst bei der großen Talentagentur Triad Artists in Los Angeles, Kalifornien, um in die Filmbranche einzusteigen. Kurz darauf erhielt sie jedoch mit nur 23 Jahren das Angebot, als Beraterin für die zur Weltbankgruppe gehörende Internationale Finanz-Corporation (IFC) im russischen Sankt Petersburg zu arbeiten und die russische Regierung beim Aufbau der Marktwirtschaft zu beraten.
Von der Haltung der Weltbank in Bezug auf die Reformen nach dem Zerfall der Sowjetunion desillusioniert, gab Hertz ihre Arbeit bei der IFC auf. Über die IFC sagte sie: „Ich habe frühzeitig das Problem der sozialen Sicherheitsnetze angesprochen und war ziemlich schockiert, wie deutlich meine Bedenken abgetan wurden.“ Danach war sie kurzzeitig bei der Europäischen Bank für Wiederaufbau und Entwicklung tätig.
Nach ihrer Rückkehr nach Großbritannien promovierte sie am King’s College in Cambridge. Ihre Dissertation mit dem Titel Russian Business Relationships in the Wake of Reform wurde 1997 vom Verlag St. Martin's Press veröffentlicht.
2009 wurde Hertz zur Professorin an der Rotterdam School of Management, Erasmus University (ERS) in Rotterdam berufen und übernahm den Lehrstuhl für Globalisierung, Nachhaltigkeit und Finanzen an der mit der ERS kooperierenden Duisenberg School of Finance. Sie ist Fellow der Judge Business School der University of Cambridge und Honorarprofessorin am Institute for Global Prosperity des University College London.
Als Rednerin hat Hertz Key-Note-Reden u. a. auf dem Weltwirtschaftsforum in Davos und bei Google Zeitgeist gehalten. Von 2016 bis 2017 war sie beim britischen Fernsehsender ITV Wirtschaftsredakteurin von ITV News. Seit 2017 moderiert sie eine eigene Fernsehsendung namens MegaHertz: London Calling im US-amerikanischen Sender Sirius XM und ist auch die Haupt-Europakorrespondentin des Senders.
Hertz war für zahlreiche internationale Unternehmen, Nichtregierungsorganisationen und Politiker als Beraterin tätig, darunter das Centre for the Analysis of Social Media. Sie ist eine Treuhänderin des Institute for Public Policy Research und Mitglied der Inclusive Capitalism Task Force unter Vorsitz von Dominic Barton, Global Managing Director von McKinsey & Company. Seit 2014 ist Hertz im Aufsichtsrat der Warner Music Group.

### Forschung und Kampagnen

#### Live 8
2005 spielte Hertz eine Schlüsselrolle bei der Kampagne Live 8, die sich im Zusammenhang mit dem G8-Gipfel im schottischen Gleneagles für wirksame Maßnahmen gegen die Armut einsetzte. Sie war eine der Sprecherinnen beim Live-8-Konzert in Edinburgh am 6. Juli 2005, dem Abschlusskonzert von Live 8.

#### Mayday for Nurses
Im April 2007 rief Hertz in Großbritannien die Kampagne „Mayday for Nurses“ ins Leben, die sich dem Kampf gegen die niedrigen Löhne in Pflegeberufen verschrieb. Bei der Jahreskonferenz im Royal College of Nursing versprach Hertz den Pflegekräften, dass sie dafür sorgen würde, dass jeder Fußballspieler der Premier League bis zum Ende der Saison ein Tageseinkommen (insgesamt ca. 1,5 Mio. £) für Krankenschwestern spenden würde, die in den ersten Berufsjahren unter wirtschaftlichen Schwierigkeiten litten. Für Pflegekräfte als Begünstigte der Kampagne hatte sich Hertz nach eigener Aussage entschieden, weil diese zu den am schlechtesten bezahlten öffentlichen Bediensteten mit fachlicher Qualifikation des Landes gehörten. Am 7. Juni 2007 strahlte Channel 4 den Dokumentarfilm The Million Pound Footballers' Giveaway über die Kampagne aus.
Zwar spendeten einige der höchstbezahlten Spieler der Premier League einen Tagesverdienst, sodass in den Fonds für Pflegekräfte mit finanziellen Problemen 750.000 £ eingingen, doch die Kampagne wurde auch kritisch bewertet und von einigen Kommentatoren als kaum verhüllte Form der Erpressung bezeichnet. Der damalige Manager des FC Middlesbrough Gareth Southgate zog die Spende seines Club zurück, nachdem Hertz eine Liste von Fußballern veröffentlicht hatte, die Geld gespendet hatten, und damit praktisch alle anderen geoutet hatte, die dies nicht getan hatten. Moritz Volz, damaliger Spieler des FC Fulham, beklagte, dass die Spieler seines Clubs zwar alle gespendet hatten, dass die Kampagne jedoch letztendlich nach hinten los ging, weil es in den Medien nicht mehr um die schlechte Bezahlung der Krankenschwestern, sondern um Fußballer und ihr Geld ging. Der Generaldirektor des Royal College of Nursing Peter Carter sagte, dass der Fond Pflegekräften in finanziellen Nöten und in schwierigen Zeiten finanzielle Hilfe gewähre.

#### Generation K
2015 führte Hertz eine Studie mit 2000 britischen und US-amerikanischen 13- bis 20-jährigen Teenagern zu den Einstellungen und dem Lebensgefühl dieser Generation durch. Sie nannte diese Generation der zwischen 1995 und 2002 Geborenen die Generation K, nach Katniss Everdeen, der Heldin der Filmreihe Die Tribute von Panem. Ihre Forschungsergebnisse zur Generation K stellte Noreena Hertz erstmals 2015 auf dem World Economic Forum und auf dem Women in the World Summit in New York City vor. Zu den wichtigsten Ergebnissen der Studie gehörte, dass die Generation K stark von drei weltweiten Entwicklungen geprägt ist: der rasanten technologischen Entwicklung (die Generation K ist die erste Generation von Smartphone-Nutzern), der schwerwiegendsten Rezession in der westlichen Welt seit Jahrzehnten und einem zunehmenden Gefühl der existenziellen Bedrohung, besonders durch den zunehmenden Terrorismus. Vorherrschende Merkmale dieser Generation sind Hertz zufolge Angst, fehlendes Vertrauen in die traditionellen Organisationen, Großzügigkeit im Sinne von sozialem Engagement, Einsamkeit und ein Bedürfnis nach Verbundenheit sowie Kreativität. Hertz’ Forschung zur Generation K wurde in zahlreichen renommierten Zeitungen und Zeitschriften diskutiert, darunter die Zeit, der Guardian, die Financial Times, El Pais, die Washington Post, der Daily Telegraph, Campaign, Huffington Post und Newsweek.

### Privatleben
Hertz ist seit 2012 mit Danny Cohen, dem früheren Intendanten des Fernsehbereiches der BBC, verheiratet und lebt mit ihrem Ehemann im Londoner Stadtteil Primrose Hill.

## Publikationen (Auswahl)
- The silent takeover. Heinemann, London 2001, ISBN 0-434-00933-4.
  - deutsch: Wir lassen uns nicht kaufen! : keine Kapitulation vor der Macht der Wirtschaft. Econ, München 2001, ISBN 3-430-14331-4.
- I.O.U. : The debt threat and why we must defuse it. Harper Perennial, London 2005, ISBN 0-00-717899-9.
  - deutsch: Armutszeugnis : warum Schulden die Weltsicherheit gefährden. Econ, Berlin 2005, ISBN 3-430-14336-5.
- Eyes wide open : how to make smart decisions in a confusing world. Collins, London 2013, ISBN 978-0-06-226861-7.
- The lonely century : how isolation imperils our future. Sceptre, London 2020, ISBN 978-1-5293-2925-4.
  - deutsch: Das Zeitalter der Einsamkeit. HarperCollins, Hamburg 2021, ISBN 978-3-7499-0115-9.